# Urnule cratériforme
Urnula craterium
Espèce
L'urnule cratériforme (Urnula craterium) est un champignon ascomycète du genre Urnula et de la famille des Sarcosomataceae.